# Coup de semonce

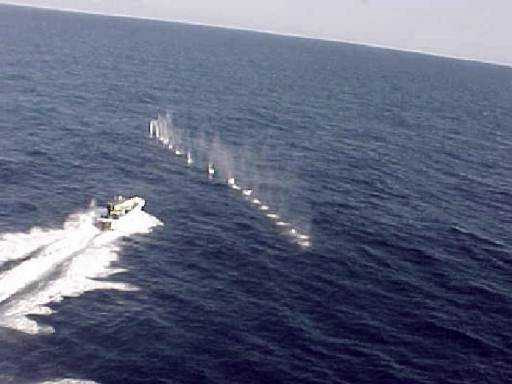
Rafale de tirs de sommation d'un hélicoptère garde-côtes américain devant un bateau de passeur contrebandier (2009).

Un coup de semonce ou tir de sommation est un tir d'artillerie ou d'arme à feu réalisé en vue d'intimider un adversaire sans lui porter de dégâts physiques. Il peut précéder l'ouverture d'hostilités réelles si celui-ci ne procède pas à une capitulation ou à toute autre action indiquant sa volonté d'entrer en pourparlers.
Par analogie, un coup de semonce est une action ou une déclaration, particulièrement une démonstration de force, servant de dernier avertissement avant le déclenchement de mesures hostiles.

## Histoire
Au XVIIIe siècle, on tirait un coup de semonce à l'attention d'un navire pour lui demander d'arborer ses couleurs (décliner sa nationalité) ; le navire interpellé devait, selon les lois de la mer, hisser son pavillon et l'« assurer » d'un coup de canon.

## Usages
Les coups de semonce sont utilisés dans l'aviation de guerre, où les balles traçantes des canons, très lumineuses, pourraient attirer l'attention d'un équipage dont la radio ne fonctionne pas et qui n'aurait pas remarqué la présence de chasseurs (en 1983, les Soukhoï soviétiques auraient ainsi tiré des coups de semonce à l'adresse du vol 007 Korean Airlines avant de l'abattre au missile).[réf. nécessaire]
Dans les zones de défense hautement sensibles, les militaires ont le droit d'abattre un intrus même civil, si ce dernier n'obtempère pas à la troisième sommation verbale de s'arrêter. Néanmoins, ils tirent pour tuer et non pour effrayer à ce stade. D'un point de vue tactique, le tir de sommation n'a que peu d'intérêt contre un adversaire déterminé, représentant plutôt un gaspillage de munition et exposant même à une riposte létale sur le moment.
En France, les policiers n'ont pas le droit de faire usage de leur arme pour effectuer un tir de sommation, ils l'utilisent uniquement dans les cas de légitime défense.[réf. nécessaire]